# Hendrik Cammu
Hendrik Cammu (Aalst, 1956) is een hoogleraar en gynaecoloog verbonden aan het academisch ziekenhuis van de Vrije Universiteit Brussel. 
Hij is een klinisch onderzoeker met een aantal veel geciteerde artikels in belangrijke wetenschappelijke tijdschriften.
Cammu vindt het bijzonder belangrijk medische wetenschappen te populariseren en publiceert sinds 1997 medische artikels in De Tijd.  Hij schrijft ook voor Eos en Doorbraak. Tevens had hij meerdere seizoenen een wekelijkse medische rubriek in het televisieprogramma De laatste show op Eén.
Hij is gehuwd en vader van drie kinderen.

### Populariserend
- 'Een lang leven gezond: an apple a day' (met Paul Huybrechts), Uitgeverij Globe, Roeselare, 2004, ISBN 9054665165
- 'Het boek van leven en dood' Uitgeverij Borgerhoff & Lamberigts, 2011, ISBN 9789089311672
- 'Wat moet ik nu geloven dokter'. Uitgeverij Lannoo, 2017, ISBN 9789401443326

### Wetenschappelijke studies
Tot zijn meest geciteerde artikels behoren
- Mothers' level of education and childbirth interventions: a population-based study in Flanders, Northern BelgiumCammu H, Martens G, Keirse M. BIRTH september 2011
- Singleton Pregnancy after In-Vitro Fertilization - expectations and outcome, Verlaenen H, Cammu H, Derde MP, en anderen, OBSTETRICS AND GYNECOLOGY, december 1995
- Outcome after elective labor induction in nulliparous women: A matched cohort study, Cammu H, Martens G, Ruyssinck G, en anderen, AMERICAN JOURNAL OF OBSTETRICS AND GYNECOLOGY, februari 2002
- To bathe or not to bathe during the first stage of labor, Cammu H, Clasen K, Vanwettere L, en anderen, ACTA OBSTETRICIA ET GYNECOLOGICA SCANDINAVICA, juli 1994